# Шаньдунський козел
Шаньдунський козел (Loashan) — вид кіз з провінції Шаньдун у Китаї, використовується для виробництва молока. Він є похідним від селекціі місцевих кіз, які схрещені з шаньдунськими.